# Onchopristis
Onchopristis ist eine Gattung der ausgestorbenen, sägerochenähnlichen Familie der Sclerorhynchidae. Fossilien von Onchopristis werden in Afrika, Europa, Asien, Nord- und Südamerika in Ablagerungen von der Unterkreide (Barremium) bis in die unterste Oberkreide (Cenomanium) gefunden.

## Etymologie und Forschungsgeschichte
Die Erstbeschreibung der Typusart erfolgte 1905 durch Émile Haug unter der Bezeichnung Gigantichthys numidus. Die von Wilhelm Dames 1887 mit der Typusart Gigantichthys pharao aufgestellte Gattung Gigantichthys wurde jedoch als ident mit der bereits 1852 von Paul Gervais beschriebenen Gattung Onchosaurus erkannt. Da Ernst Stromer von Reichenbach in Gigantichthys numidus wesentliche Unterschiede zu Gigantichthys pharao sah, stellte er Ersteren nicht in die Gattung Onchosaurus, sondern führte eine eigene Gattung Onchopristis ein.

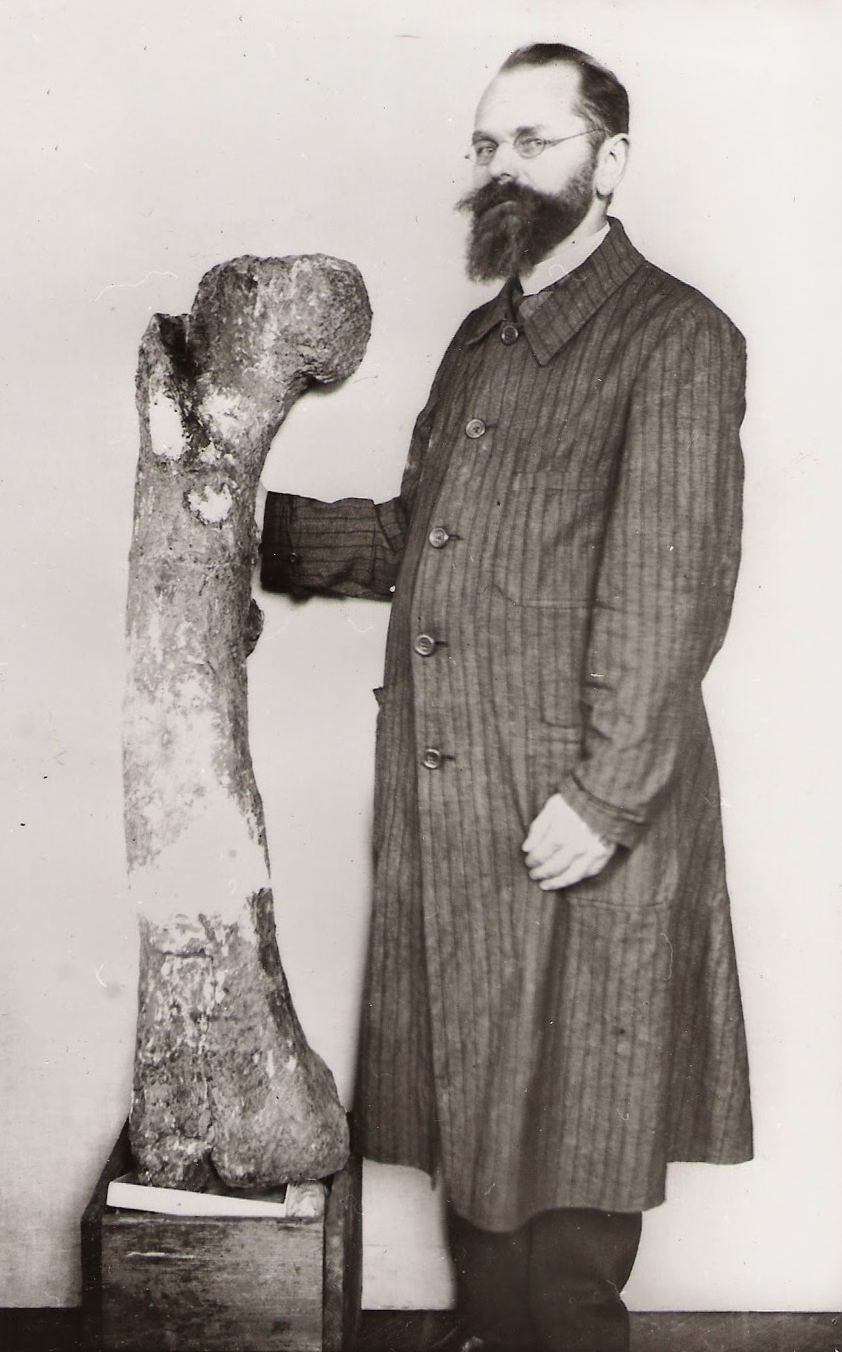
Ernst Stromer von Reichenbach (etwa um 1914)

Der von Stromer gewählte Gattungsname leitet sich ab von den beiden altgriechischen Wörtern όγκος (ónkos = „Widerhaken“) und πρίστης (pristis = „Säge“).
Haugs Erstbeschreibung basierte im Wesentlichen auf einigen fragmentarisch erhaltenen Rostralzähnen aus der Unterkreide des Djoua-Tals im heutigen Algerien, während die von Stromer beschriebenen Funde aus der Bahariya-Formation in Ägypten neben vollständig erhaltenen Rostralzähnen auch Fragmente des teilweise verknöcherten Rostrums umfassten. 1925 beschrieb Stromer ein weitgehend vollständig erhaltenes Rostrum von etwa 1 m Länge mit noch ansitzenden Fragmenten der Rostralzähne, Schädelfragmenten und Teilen der Wirbelsäule. Haug beschrieb aus den algerischen Fundschichten zudem verknöcherte Wirbel eines Knorpelfisches, die er dem Taxon Platyspondylus foureaui zuschrieb. Stromer ergänzte 1927 seinen Fossilbericht der Bahariya-Formation um die Zähne eines Knorpelfisches, die er als Squatina aegyptiaca (=Sechmetia aegyptiaca Werner, 1989) beschrieb und die lange Zeit als Oralzähne von Onchopristis numidus gedeutet wurden. Spätere Funde zeigten, dass die isolierten Wirbel eindeutig zu Onchopristis numidus gehörten, die oralen Zähne jedoch offenbar nicht.
Bereits 1948 berichtete David Dunkle von einem ähnlichen, fragmentarischen Rostralzahn aus der Woodbine-Formation in Texas, den er als der Gattung Onchopristis zugehörig interpretierte. Nach weiteren Funden, auch von vollständigen Rostralzähnen, aus der gleichen Formation in den 1950er-Jahren beschrieben Charles L. McNulty und Bob H. Slaughter 1962 eine zweite Art der Gattung Onchopristis, die sie zu Ehren von Dunkle als Onchopristis dunklei bezeichneten. Weitere Funde folgten und 1971 beschrieb John T. Thurmond neben der Nominatform Onchopristis dunklei dunklei eine weitere Unterart aus der Walnut-Formation als Onchopristis dunklei praecursor.
Ein 1977 als Onchopristis dunklei praecursor beschriebener Fund aus dem Campanium–Maastrichtium von Neuseeland wurde zunächst als möglicher Nachweis der verwandten Gattung Sclerorhynchus (Sclerorynchus? sp.) gewertet und später als Australopristis wiffeni in eine eigene Gattung gestellt.

## Zeitliche und geographische Verbreitung
Barbara E, Wueringer und Coautoren geben 2009 die zeitlich Verbreitung der Gattung Onchopristis mit Barremium bis Cenomanium an, was einem Absolutalter von etwa 130,7 bis 93,9 Ma entsprechen würde. Die häufig auftretenden und leicht zu identifizierenden Rostralzähne von Onchopristis numidus gelten als leitend für entsprechende Sedimente in Nordafrika. Fundberichte aus jüngeren Ablagerungen werden hingegen als fragwürdig betrachtet.
Jürgen Kriwet und Karina Kussius listen 2001 für die Gattung insgesamt 25 Fundstellen aus verschiedenen Formationen in Nordafrika, Nordamerika, Europa und Indien. Fundberichte von Onchopristis, die sich möglicherweise Onchopristis numidus zuordnen lassen, liegen zudem auch aus Brasilien vor.

## Merkmale

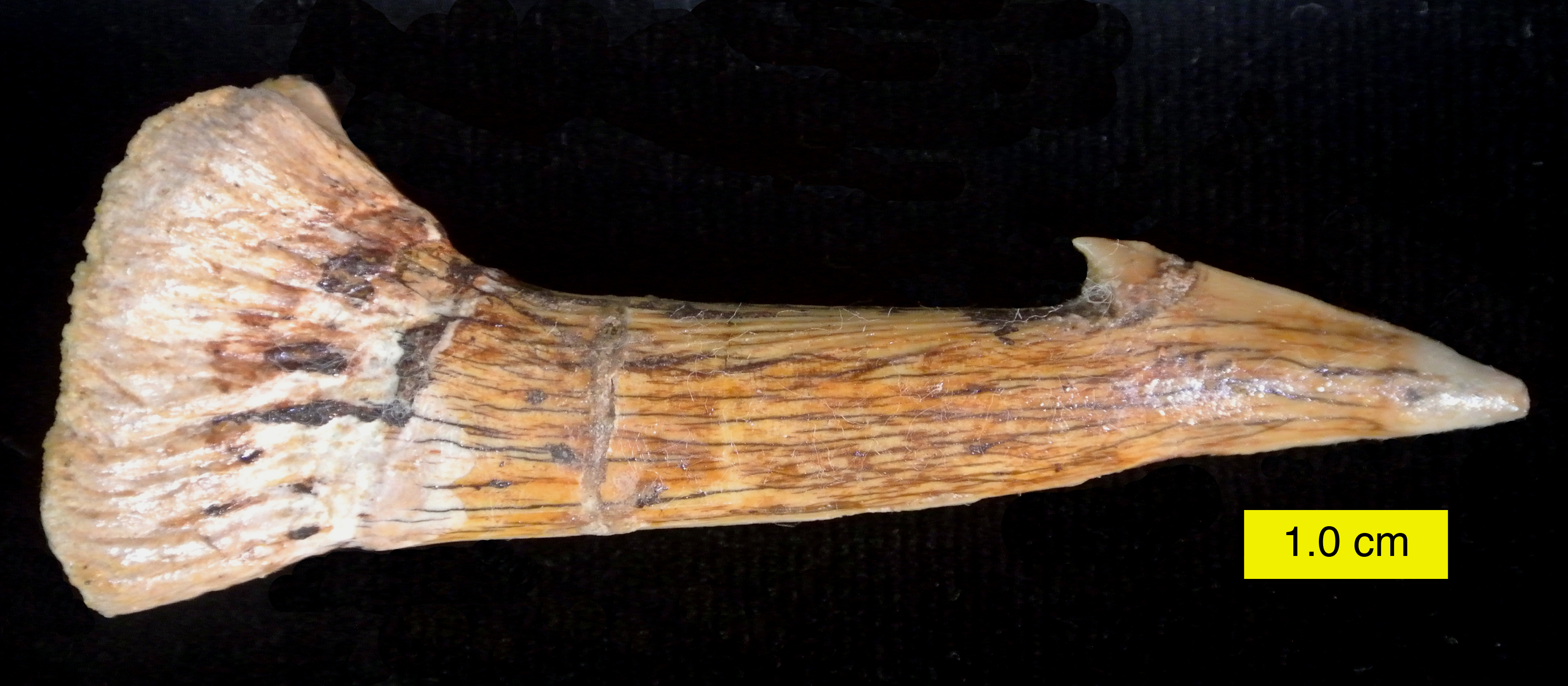
Rostralzahn von Onchopristis numidus

Das vorliegende fossile Material von Onchopristis umfasst zahlreiche isolierte Zähne, darunter sowohl normale (orale) Zähne als auch am Rostrum sitzende (rostrale) Zähne. Als große Ausnahme wurden, bereits von Stromer, Fragmente des Rostrums sowie eine nahezu vollständiges Rostrum mit artikulierten Rostralzähnen beschrieben. Später kam ein artikuliertes (in anatomischen Zusammenhang stehendes) Teilskelett aus Marokko hinzu, das die Zuordnung von rostralen und oralen Zähne zu Onchopristis numidus nachweist.
Die Körpergestalt lässt sich nur hypothetisch in Analogie zu besser erhaltenen Vertretern der Sclerorhynchidae rekonstruieren, dürfte aber im Wesentlichen der der rezenten Sägehaie und Sägerochen entsprochen haben. Die vorhandenen Fragmente des Rostrums lassen die Rekonstruktion eines Rostrums bei der Art Onchopristis numidus zu, die zwei Meter Länge erreicht haben kann. In Analoge zu anderen Arten wird vermutet, dass das Rostrum etwa 20 bis 30 Prozent der Körperlänge ausmachte. Andere Autoren geben für den Bauplan der Sclerorhynchidae im Allgemeinen ein Verhältnis der Rostrallänge zur Gesamtkörperlänge von 1 : 3,27 an. Stromer selbst vermutete für Onchopristis numidus eine Gesamtkörperlänge von bis zu 8 m. Mit diesen jüngeren Schätzungen wäre für das von Stromer beschriebene, fast vollständige Rostrum von etwa 1 m Länge eine Gesamtkörperlänge von etwa 3,3 m und für die geschätzte, rekonstruierte Länge der größten Rostralfragmente eine maximale Gesamtkörperlänge von etwa 6,5 m anzunehmen.

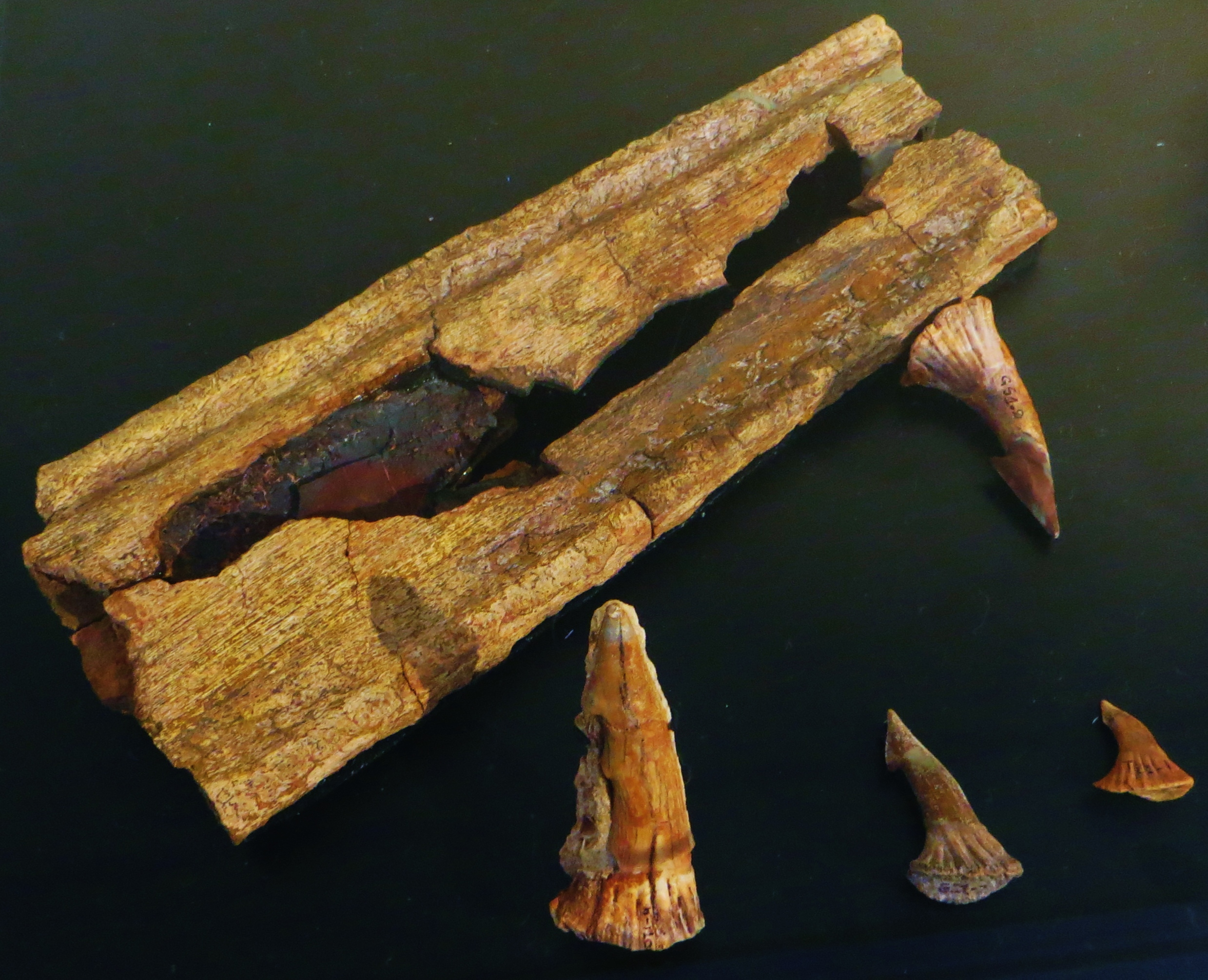
Rostralfragment und Rostralzähne von Onchopristis numidus

Die Diagnose der Gattung beruht auf der Gestalt der bis sieben Zentimeter langen Rostralzähne. Diese besitzen eine langgestreckte, lanzettliche Krone aus Zahnbein (Orthodentin) mit durchgehendem Zahnschmelz, die scharfspitzig und nach hinten gebogen sind. Der Vorderrand der Zähne ist glatt, am konkaven, ungekielten Hinterrand weisen sie außen rückwärts gerichtet die namensgebenden Widerhaken auf. Nach deren Gestalt werden zwei Arten unterschieden. Bei Onchopristis numidus ist im Regelfall nur ein Widerhaken ausgebildet, Onchopristis dunklei besitzt drei bis fünf solche Haken.
Im Unterschied zu den rezenten Sägerochen sind die Rostralzähne bei Onchopristis, ähnlich wie bei den rezenten Sägehaien, unterschiedlich lang und unregelmäßig an den Seiten des Rostrums verteilt. Sie sind nicht in tiefen Gruben des Rostralknorpels verankert, sondern wurzeln, ähnlich wie bei den rezenten Sägehaien, weitgehend im Bindegewebe. Nur die größeren Zähne korrespondieren mit flachen, narbenartigen Gruben an den Seiten des Rostralknorpels. Die Ähnlichkeit der Rostralbezahnung mit den rezenten Sägehaien lässt den Schluss zu, dass auch bei Onchopristis verlorene Rostralzähne laufend durch neue Zähne ersetzt wurden.
Stromer beschreibt das ihm vorliegende, weitgehend vollständige Rostrum als „mittelschlank“. Das dorsoventral abgeflachte Rostrum wird nach vorne zunächst nur wenig schmaler und verjüngt sich erst zur Spitze hin rascher. Das Vorderende ist konvex. Die Seitenränder des Rostrums werden sowohl dorsal als auch ventral von einer flachen Rinne begleitet, in denen vermutlich die Nervenstränge zur Weiterleitung der Signale der Lorenzinischen Ampullen verliefen.

## Palökologie
Fossilfunde von Onchopristis dunklei stammen ausschließlich aus küstennahen, marinen Ablagerungen. Überreste von Onchopristis numidus werden dagegen auch in fluviatilen Sedimenten, oft auch weit im Landesinneren, abseits der ehemaligen Küstenlinien gefunden. Für letztere Art wird dementsprechend eine zumindest teilweise Anpassung an ein Leben im Süßwasser angenommen.
2005 wurde ein, bereits 1975 in der Kem-Kem-Formation gefundener, Oberkiefer von Spinosaurus (MSNM V4047) beschrieben, bei dem in einer Alveole ein einzelner Wirbelkörper steckte, der vermutlich von Onchopristis stammt. Vor allem in populärwissenschaftlichen Darstellungen wird seitdem Spinosaurus häufig als auf der Jagd nach Onchopristis dargestellt. Der Fund gilt allerdings nicht als belastbarer Fossilbeleg für eine entsprechende Räuber-Beute-Beziehung.